# Stanovljanskij rajon
Lo Stanovljanskij rajon (in russo Становлянский район?) è un rajon dell'Oblast' di Lipeck, nella Russia europea; il capoluogo è Stanovoe. Istituito il 30 luglio 1928, ricopre una superficie di 1.350 chilometri quadrati.